# 조선민주주의인민공화국의 인민배우
인민배우(人民俳優)는 조선민주주의인민공화국에서 예술인에게 수여하는 명예 칭호이다. 영화, 음악, 무용, 연극, 교예, 마술 등 공연과 관련된 예술 전반에서 공훈을 세운 예술가에게 수여된다.
남한의 공무원 직급과 비교하면 차관급(조선민주주의인민공화국 내각의 부상)의 대우를 받는, 무대 예술가로서는 최고의 영예인 것으로 알려져 있다. 미술 및 작곡 분야의 인민예술가와 동급이다.
1952년 〈인민배우, 공훈배우, 공훈예술가 칭호를 제정함에 관하여〉라는 최고인민회의 상임위원회 정령으로 제정되었으며, 1955년 연극인 황철에게 수여된 것이 최초의 수여 기록이다.

## 같이 보기
- 조선민주주의인민공화국의 공훈배우
- 조선민주주의인민공화국의 인민예술가
- 조선민주주의인민공화국의 공훈예술가

## 참고자료
- 디지털 북한 백과사전 - 인민배우
- 한상언, 한국영화스타 8-② 영화배우 황철/ 친일, 월북, 그리고 인민배우 《오마이뉴스》 (2007.1.29)